# ریمون پلیگران
ریمون پلیگران (فرانسوی: Raymond Pellegrin‎؛ ‏ ۱ ژانویهٔ ۱۹۲۵ – ۱۴ اکتبر ۲۰۰۷) بازیگر اهل فرانسه بود.
از فیلم‌ها یا برنامه‌های تلویزیونی که وی در آن نقش داشته‌است، می‌توان به وای خدا، در گرداب گناه، فانتوماس رهاشده، اسب کهر را بنگر، به من میگن پاگنده، فانتوماس، نفس دوباره، فانتوماس در برابر اسکاتلندیارد، پیروزی تلخ، اریحا، ناپلئون، چشم‌اندازی از پل، دون بوسکو، یکی و دیگری و تسلیم اشاره کرد.